# الخربات (فركلة العليا)
الخربات هي إحدى مشيخات المملكة المغربية، تتبع جغرافيا لإقليم الرشيدية وإداريًا لفركلة العليا. يقدر عدد سكانها بـ 4637 نسمة حسب الإحصاء الرسمي للسكان والسكنى لسنة 2004.